# Rapua australis
Rapua australis är en spindelart som beskrevs av Forster 1970. Rapua australis ingår i släktet Rapua och familjen Desidae. Inga underarter finns listade i Catalogue of Life.